# 대청해전
대청해전(大靑海戰)은 2009년 11월 10일 11시 27분, 대한민국 해군과 조선인민군 해군 간에 일어난 소규모 전투로 대한민국 해군이 승리한 해전이다. 조선인민군 해군 경비정이 대청도 동쪽 NLL을 1.2해리 월선하여 일어났고 조선인민군 해군 경비정이 반파되어 8명의 사망자가 발생하였고 다른 함선에 예인되어 북상하였다. 대한민국 해군은 함선 외부격벽의 파손을 입었다.
이후 11월 17일, 대한민국 합동참모본부에서 공식적으로 대청해전이라 명명하였다.

## 개요
2009년 11월 10일 11시경 조선민주주의인민공화국의 경비정 한 척이 서해 북방한계선(NLL)을 침범하여 남하하자(대청도 동쪽 11.3 km 지점) 5차례 경고방송을 했고, 이에 응하지 않자 대한민국 해군은 경고사격을 가하였다. 이에 조선인민군 해군의 경비정이 조준사격하면서 교전으로 이어졌다. 그 결과 조선인민군 해군의 경비정은 반파되어 다른 함선에 예인되어 북상하였다고 대한민국 합동참모본부는 발표하였다.

## 상황구성
※ 참고

아래의 교전규칙은 제1연평해전 · 제2연평해전의 교전규칙과 다르다.

1차연평해전시 NLL상 해군 작전예규는 경고방송-> 퇴각요구 -> 시위기동->차단기동->경고사격 ->위협사격 -> 격파사격 이었다
2차연평해전/대청해전의 교전규칙은 '경고방송->시위기동->차단기동->경고사격->격파사격'이었으나 제2연평해전에서 사상자가 발생하자, 2004년에 경고방송->경고사격->격파사격'으로 바뀌었다.
- 10:33 - 대한민국의 백령도 레이다기지, 백령도 동북방 11km 부근에서 기동하는 조선인민군 해군의 경비정 포착
- 11:20 - 조선인민군 해군의 상해-I급 경비정 383호, 북방한계선(NLL) 향해 남하 시작
- 11:22 ~ 11:25 - 대한민국 해군, 국제공동상선통신망을 통해 "귀측은 우리 해역에 과도하게 접근했다. 즉시 북상하라"고 경고통신 2회 실시. 답변 없자 인근 해역에서 경계근무 중인 참수리급 고속정 2개 편대(4척)와 울산급 호위함인 전남함 1척 급파
- 11:27 - 경비정 383호, 북방한계선(NLL) 침범
- 11:28 ~ 11:31 - 대한민국 해군, "귀선은 우리 경고에도 침범행위를 계속해 긴장을 고조시키고 있다. 변침하지 않을 시 사격하겠다. 이로 인해 발생하는 모든 책임은 귀선에 있음을 경고한다"고 경고 통신 2회 실시. 경비정 383호, 경고 통신 무시
- 11:32 - 대한민국 해군, 경고사격 통지하는 경고통신 1회 실시. 경비정 383호, 경고 통신 무시하며 2.2 km(1.2해리) 남하
- 11:36 - 대한민국 해군 경고사격(참수리 325호, 정장 김상훈 대위(해사 59기), 경비정 383호 전방 1 km 지점에 20mm 4발 경고사격)
- 11:37 - 경비정 383호, 25mm · 37mm 포로 참수리 325호를 향한 조준사격(50여발 발사, 이 중 15발은 참수리 325호 좌현 함교와 조타실 사이에 맞음)
- 11:37 ~ 11:39 - 대한민국 해군, 비상사태 발령 후 즉각 대응사격(20mm · 40mm 함포 등 약 4천여 발)[4]
- 11:40 - 경비정 383호, 함포와 기관포 파괴로 교전이 불가능해지자 반파된 상태에서 퇴각, 연제영 소령 사격중지 명령
- 이후 : 경비정 383호, 북방한계선(NLL)은 자력으로 넘어갔으나 다른 함선에 예인되어 인근의 기지로 귀항

반면 조선민주주의인민공화국은 자세한 사건일지가 공개되어 있지 않으며, 매체에 따라 서로 다르게 서술하고 있다. 최고사령부의 발표로는 경고사격은 없이 귀대 중인 함선을 뒤따르며 발포했다라 했고, 조선중앙방송(北 관영매체)에 의하면 대한민국 함선에서 경고사격을 했고, 대한민국 함선이 달아나며 불질(발포)했다고 보도했다.

## 피해
- 대한민국 : 대한민국 해군은 고속정 외벽에 15발의 탄흔, 사상자 없음
- 조선민주주의인민공화국 : 조선인민군 해군은 경비정 1척 반파, 8명 사망[6]

## 같이 보기
- 56함 피격침몰사건
- 해군방송선 피랍사건
- 해경경비정 제863호 피격사건
- 제1연평해전
- 제2연평해전
- 서해 북방한계선
- 천안함 침몰 사건